# エスケイジャパン (電気機器)
エスケイジャパン株式会社（英: SK JAPAN Co.,Ltd.）は、福岡県筑紫野市に本社を置く企業。生活家庭電化製品の設計、開発、販売以外に太陽光発電システムの販売や防犯対策でのトータルセキュリティシステムの設計、製造、施工、販売などを行う。

## 概要
多数メーカーの製品を取り扱う総合家電卸商社。ヒーターや扇風機などの季節家電、冷蔵庫や電子レンジなどのキッチン家電、洗濯機などの生活家電、テレビやカーナビなどのAV機器のオリジナル製品の開発・販売を行っている。

## 沿革
- 1936年 - 山口県熊毛郡呼坂にて、竹村房祐が従来の呉服商より一転、竹村電気商会を設立。
- 1999年 - 九州地区を分社化し、九州竹村電機株式会社を設立。初代社長に杉弘行が就任する。
- 2000年 - 大阪市にハイアールジャパン株式会社を設立。大阪市天王寺区に大阪支店開設。東京都渋谷区に東京本部開設。
- 2001年 - 長崎県佐世保市に佐世保支店開設。福岡県大野城市にエスケイジャパン株式会社を設立。
- 2002年 - セキュリティ事業の拡大に伴い、埼玉県入間郡の株式会社ユー・エス・ケイと業務提携を開始。
- 2002年 - 東京都台東区に東京本部移転。
- 2004年 - 中国に佛山事務所開設。
- 2005年 - 福岡市南区にビッグボックス株式会社を設立。福岡県筑紫野市に太陽光発電株式会社を設立。
- 2007年 - 中国にエスケイジャパンの製造工場を設立。
- 2010年 ₋ 中国沈陽市に沈陽艾斯凱杰商貿有限公司を設立。
- 2011年 - 中国南京市に南京艾斯凱杰商貿有限公司を設立。
- 2012年 - 博多区山王に山王・自転車館をオープン。
- 2014年 - 九州竹村電機をエスケイジャパンセールス株式会社へ社名変更。
- 2016年 - 福岡県筑紫野市にエスケイジャパンR&D株式会社を設立。